# 菲利普·德·洛林

洛林騎士

菲利普·德·洛林骑士（法語：Philippe de Lorraine，1643年？月？日—1702年12月8日），是个能征善战的骑士，属于法国洛林王朝吉斯家族的成員，父亲哈考特伯爵——亨利·德·洛林在皇家马厩中任职，负责国王及其随从的出行。洛林骑士在法国宫廷中是法王路易十四之弟奧爾良公爵菲利普一世的同性情人，1702年他因为中风去世，享年59岁。